# 그놈은 흑염룡 (드라마)
《그놈은 흑염룡》은 2025년 2월 17일부터 2025년 3월 24일까지 방송한 tvN 월화 드라마다.

## 기획 의도
새로 온 본부장에게서 최악의 첫 사랑, ‘흑염룡’의 기운이 느껴진다? 흑역사에 고통 받는 ‘본부장 킬러’ 팀장 백수정과 가슴에 흑염룡을 품은 ‘재벌 3세’ 본부장 반주연의 봉인해제 로맨스

## 제작진

### 제작사
- 스튜디오 드래곤
- 스튜디오N

### 제작
- 장경익
- 유상원
- 권미경

### 극본
- 김수연

### 연출
- 이수현 : MBC 주말 드라마 《내사랑 치유기》(공동 연출), MBC 수목 드라마 《그 남자의 기억법》(공동 연출), tvN 월화 드라마 《낮과 밤》(공동 연출), TVING 《마녀식당으로 오세요》(공동 연출), tvN 금토 드라마 《별똥별》(연출), tvN 월화 드라마 《이로운 사기》(연출) 연출

## 등장 인물

### 주요 인물
- 문가영 : 백수정 역 (아역: 황유나[1]) - 용성백화점 기획팀 팀장, 수빈의 누나. 원섭의 딸.
- 최현욱 : 반주연 역 (아역: 문우진) - 용성백화점 전략기획본부 본부장, 효선의 친손자.
- 임세미 : 서하진 역 - 주점 '술로' 대표
- 곽시양 : 김신원 역 - 용성백화점 디자인실 실장

### 용성그룹
- 반효정 : 정효선 역 - 주연의 친조모이자 용성그룹 회장
- 김영아 : 권인경 역 - 주연의 비서 실장
- 윤영민 : 오혜주 역 - 용성그룹 기획팀장

### 용성백화점 기획팀
- 김우겸 : 양준수 역 - 용성백화점 기획팀 대리
- 임영주 : 최나나 역 - 용성백화점 기획팀 사원
- 성승하 : 김석희 역 - 용성백화점 기획팀 인턴, 눈치 없이 굴어도 미워하기 힘든 해맑은 얼굴의 소유자. 이따금 정곡을 찌른다.

### 수정의 가족
- 고창석 : 백원섭 역 - 수정과 수빈의 아버지, 철물점 사장.
- 손상연 : 백수빈 역 - 수정의 남동생, 원섭의 아들.

### 기타 인물
- 김학선 : 하진 父 역
- 윤복인 : 하진 母 역
- 표영서 : 은희 역
- 빈센트 : 밴드 보컬 가수 역 (1회~3회, 6회)
- 박정자 : 안지숙 역 (5회~6회)

### 특별 출연
- 오의식 : 돈방신기 역 (1회)
- 최건 : 콩먹는콩벌레 역 (1회)
- 홍종현 : 윤지후 역 (3회, 6회)
- 김태훈 : 반도형(반주연의 아버지) 역 (4회)
- 우희진 : 이정혜(반주연의 어머니) 역 (4회)
- 윤박 : 손님 역 (8회)
- 신현수 : 서하진의 전 남편 역 (10회)
- 김승락 : 해적왕 작가 역 (11회)

## 참고 사항
- 문가영, 임세미는 tvN 수목 드라마 〈여신강림〉 이후 5년 만에 재회해 캐스팅 됐다.
- 최현욱, 손상연은 SBS 월화 드라마 〈라켓소년단〉 이후 4년 만에 재회해 캐스팅 됐다.

## 같이 보기
- 대한민국의 텔레비전 드라마 목록 (ㄱ)
- 2025년 대한민국의 텔레비전 드라마 목록